# World Muaythai Council
World Muaythai Council w skrócie WMC – organizacja promująca boks tajski oraz sankcjonująca walki w tejże dyscyplinie na świecie. Jej siedziba mieści się w Bangkoku. Prezydentem organizacji jest Chjetta Thanajaro, a jego zastępcą Stephan Fox.

## Informacje[1]
Założona w 1995 podczas Konferencji Narodów Zjednoczonych przez reprezentantów 39 krajów. Aktualnie w strukturach WMC znajduje się ponad 120 krajów (m.in. Polski Związek Muay Thai). WMC jest jedną z najstarszych oraz największą organizacją na świecie, promującą pojedynki muay thai w zawodowej formie, która jest pod nadzorem Ministerstwa Sportu i Turystyki Królestwa Tajlandii. Turnieje organizowane na stadionach Lumpini czy Rajadamnern są uważane za jedne z najbardziej prestiżowych na świecie. Organizacja ma oficjalny patronat Króla Tajlandii Bhumibola Adulyadeja.
Ściśle związana z WMC jest Międzynarodowa Federacja Amatorskiego Muay-Thai (ang. International Federation of Muaythai Amateur, IFMA), która organizuje m.in. coroczne Mistrzostwa Świata Amatorów (największe tego typu zawody na świecie).

## Kategorie wagowe[6]
WMC organizuje walki o Mistrzostwo Świata oraz Mistrzostwo Europy w dziewiętnastu kategoriach wagowych mężczyzn oraz w piętnastu kobiecych.

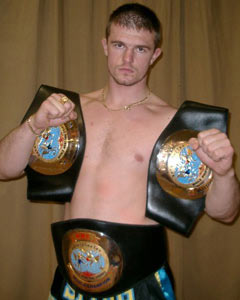
Paweł Słowiński wraz z pasami mistrzowskimi WMC

- słomkowa  (47,62 kg)
- junior musza (48,99 kg)
- musza (50,80 kg)
- junior kogucia (52,16 kg)
- kogucia (53,52 kg)
- junior piórkowa (55,34 kg)
- piórkowa (57,15 kg)
- junior lekka (58,97 kg)
- lekka (61,24 kg)
- junior półśrednia (63,50 kg)
- półśrednia (66,68 kg)
- junior średnia (69,85 kg)
- średnia (72,58 kg)
- super średnia (76,20 kg)
- półciężka (79,38 kg)
- super półciężka (82,55 kg)
- junior ciężka (86,18 kg)
- ciężka (95,00 kg)
- super ciężka (+95,00 kg)

## Zasady i reguły
- Oficjalny regulamin World Muaythai Council (ang.)